# Robert Langlands
Robert Phelan Langlands (* 6. říjen 1936, New Westminster, Britská Kolumbie) je kanadský matematik. Jeho práce v oblasti automorfických forem a teorie reprezentací měla velký vliv na teorii čísel. Je nositelem několika vědeckých ocenění, včetně Wolfovy ceny za matematiku za rok 1995/6 a Abelovy ceny za rok 2018.